# Leopold Grill
Leopold Grill (* 6. Januar 1903 in Gaaden; † 27. Juli 1987 in Graz) war ein österreichischer römisch-katholischer Geistlicher, Zisterzienser und Ordenshistoriker.

## Leben und Werk

### Der Zisterzienser
Grill besuchte das Gymnasium in Mödling. Nach dem Abitur trat er 1922 in das Stift Heiligenkreuz ein und legte 1923 die einfache Profess ab. Sein Theologiestudium führte ihn nach Graz und Innsbruck. Er übertrug seine monastische Stabilität auf das Stift Rein und legte dort im Dezember 1926 die feierliche Profess ab. 1927 wurde er zum Priester geweiht und wurde Seelsorger in den Stiftspfarren Gratwein und Deutschfeistritz. 1930 war er in Graz Gründungsmitglied der Katholisch-Akademischen Turnverbindung Norica (KATV Norica). Von 1933 bis 1937 war er Pfarrvikar in Sankt Oswald bei Plankenwarth.

### Flucht nach Frankreich, Internierung, Studium in Lyon
Seine Gegnerschaft gegen den Nationalsozialismus zwang ihn infolge des „Anschlusses“ von Österreich 1938 zur Flucht in die Schweiz und im Weiteren nach Frankreich. Dort wurde er bei Kriegsausbruch interniert (nacheinander in Maisons-Laffitte, Meslay-du-Maine und Domfront), zuletzt (nach einer Zeit im Kloster Lérins) ab April 1941 in Les Milles. Nach Auflösung des Lagers im Juni 1941 flüchtete er aus einem Transport und rettete sich nach Lyon, wo er mit Unterstützung des späteren Kardinals Jean-Marie Villot unterkommen und ein zweites Theologiestudium beginnen konnte. Am 10. Mai 1944 wurde er in Lyon promoviert (1963 von der Universität Wien nostrifiziert).

### Rückkehr nach Rein und Tod
Nachdem er bei den Vinzentinerinnen von Les Marches Seelsorge geleistet hatte, kehrte er 1946 nach Rein zurück und half bei der Wiedereinrichtung des Klosters. Von 1969 bis zu seinem Tod war er Seelsorger im Pflegeheim Haus der Barmherzigkeit in Graz. In den siebziger Jahren erlitt er zwei Herzinfarkte. Er starb einen Tag nach seinem 60-jährigen Priesterjubiläum im Alter von 84 Jahren und wurde auf dem Klosterfriedhof des Stifts Heiligenkreuz bestattet.

### Der Zisterzienserforscher
Grill hat 55 Jahre lang in der Zisterzienserforschung publiziert. Schwerpunkte seiner Forschung waren Otto von Freising, Bernhard von Clairvaux, das Stift Rein und das Kloster Morimond. 1963 und 1967 führte er in Morimond archäologische Grabungen durch, um die Gebeine Ottos von Freising aufzufinden. Ob er Erfolg hatte, ist umstritten.

## Werke (Auswahl)

### Deutsch
- Das Traungauer Stift Rein. Vorgeschichte, Gründung und Entwicklung der Cisterce Rein bis zum Aussterben der steirischen Markgrafen. In: Cistercienser Chronik 44, 1932, S. 1–9, 41–46, 73–79, 108–112, 176–180, 211–218, 234–238, 267–271, 299–304, 335–341, 354–368.
- Der hl. Bernhard von Clairvaux und Morimond, die Mutterabtei der österreichischen Cistercienserklöster. In: Festschrift zum 800-Jahrgedächtnis des Todes Bernhards von Clairvaux. Wien/München 1953, S. 31–118.
- Château du Graal: Clairvaux. In: Analecta Cisterciensia 13, 1957, S. 115–126.
- Bildung und Wissenschaft im Leben Bischof Ottos von Freising. In: Analecta Cisterciensia 14, 1958, S. 281–333.
- Eine Volkspredigt Bischof Ottos. In: Otto von Freising. Gedenkgabe zu seinem 800. Todesjahr. Freising 1958, S. 94–105.
- Die angebliche Gegnerschaft des hl. Bernhard v. Clairvaux zum Dogma von der Unbefleckten Empfängnis Marias. In: Analecta Cisterciensia 16, 1960, S. 60–91.
- Forschungen zum ältesten Cistercienserbaustil. In: Analecta Cisterciensia 16, 1960, 293–307.
- Die blühenden Ordensstifte in Österreich: Steiermark, Rein. In: Notring–Jahrbuch. Notring der Wissenschaftlichen Verbände Österreichs 1961, S. 113–117.
- (mit Ulrich Faust u. a.) Analecta monastica. Textes et études sur la vie des moines au Moyen Age. Sixième série. Studia Anselmiana 50. Herder, Rom 1962.
- Bernhard von Clairvaux und die Ostkirche. In: Analecta Cisterciensia 19, 1963, S. 165–188.
- Erzbischof Eberhard I. von Salzburg (Um 1087–1164, 22. Juni). Im 800. Jahre des Gedenkens an den Tod des hl. Kirchenfürsten. Selbstverlag des Verfassers, Stift Rein 1964.
- Abt Adam von Ebrachs letzte Lebensjahre, Tod und Grab. In: Würzburger Diözesan–Geschichtsblätter 32, 1970, S. 5–18.
- St. Ulrich an der Südostgrenze des Reiches. In: Jahrbuch. Verein für Augsburger Bistumsgeschichte 1973, S. 163–181.
- Ergebnis der Suche nach dem Grab Ottos von Freising. In: Annalen des Naturhistorischen Museums 77, 1973, S. 421–424 (zobodat.at [PDF]).
- Brixner Besitzrechte in Steiermark. In: Festschrift Nikolaus Grass. Wagner, Innsbruck/München 1974, 1, S. 449–458.
- Studien zur Gründung der Abtei Ebrach. In: Festschrift Ebrach, hrsg. von Gerd Zimmermann im Auftrag des Marktes Ebrach und des Forschungskreises Ebrach e.V. Ebrach 1977, S. 28–37.
- Das Itinerar Ottos von Freising. In: Festschrift Friedrich Hausmann. Graz 1977, S. 153–177.
- Der Gründungsablauf der 850jährigen Cistercienser–Abtei Rein bei Graz. In: Analecta Cisterciensia 35, 1979, S. 283–292.
- Der Cistercienserkardinal Konrad von Urach-Zähringen, Familiengeschichte und Steinsymbolik. In: Analecta cartusiana 113.1 (1984): Kartäuserregel und Kartäuserleben. Internationaler Kongress vom 30. Mai bis 3. Juni 1984. S. 253–286.
- Innichen, die Drehscheibe Freisings im Südosten des Römisch–Deutschen Reiches. In: Der Schlern 59, 1985, S. 671–683.
- Neues zum Itinerar Ottos von Freising. In: Geschichte und ihre Quellen. Festschrift für Friedrich Hausmann zum 70. Geburtstag. Graz 1987, S. 37–46.

### Französisch
- L’Abbaye de Rein et la seconde croisade. Blard, Chambéry 1943 (gedruckter Auszug aus der Thèse der Universität Lyon).
- L’Abbaye de Rein au siècle de saint Bernard. Fondation et expansion du premier monastère de l’Ordre de Citeaux en Autriche. Petite Thèse Université de Lyon 1943 (ungedruckt).
- Saint Bernard et la question sociale. In: Mélanges saint Bernard. XXIVe Congrès de l’Association bourguignonne des Sociétés savantes (8e Centenaire de la mort de saint Bernard), Dijon, 1953. Association des amis de Saint Bernard, Dijon 1954, S. 194–211.

### Englisch
- Excavations at Morimond, Result of the Search for the Grave of the Blessed Otto of Freising at Morimond from 16th – 26th July 1963. In: Cîteaux (Commentarii cistercienses) 14, 1963, S. 312–315.

## Ehrungen
1984 wurde Grill das Ehrenzeichen für Verdienste um die Befreiung Österreichs verliehen.